# Johann Peter Frank
Johann Peter Frank (19. března 1745, Rodalben, Porýní-Falc – 24. dubna 1821, Vídeň), byl německý lékař, pokládaný za zakladatele veřejného zdravotnictví a zdravotních služeb.

## Životopis
Johann Peter Frank byl poslední ze třinácti dětí obchodníka se smíšeným zbožím. V roce 1761 studoval filozofii v Metách (Lotrinsko), v roce 1763 se rozhodl pro studium lékařství a odešel do Heidelbergu (Bádensko-Württembersko) a Štrasburku (Alsasko). V roce 1766 promoval na doktora lékařství v Heidelbergu. Odešel do zaměstnání jako venkovský lékař domů do Rodalbenu a v "Bitsch" (Lotrinsko) se stal osobním lékařem arcibiskupa špýrského biskupství (Porýní-Falc).
V roce 1779 Frank vydal první ze šesti svazků jeho hlavního díla „Systém komplexního zdravotního zabezpečení“. Roku 1784 získal profesuru na univerzitě v Göttingenu v Dolním Sasku a v roce 1786 se stal profesorem na univerzitě v Pavii a generálním ředitelem zdravotnictví v rakouské Lombardii. Jako profesor ve vídeňské všeobecné nemocnici provádí modernizaci ústavu. V roce 1804 odchází se svým synem Josefem Frankem do ruského Vilniusu (dnes Litva), kam byl povolán a zavádí zde moderní sestavení učebních osnov. V letech 1807–1808 se Frank stává osobním lékařem cara Alexandra I. (1777–1825) na jeho dvoře v Petrohradě.

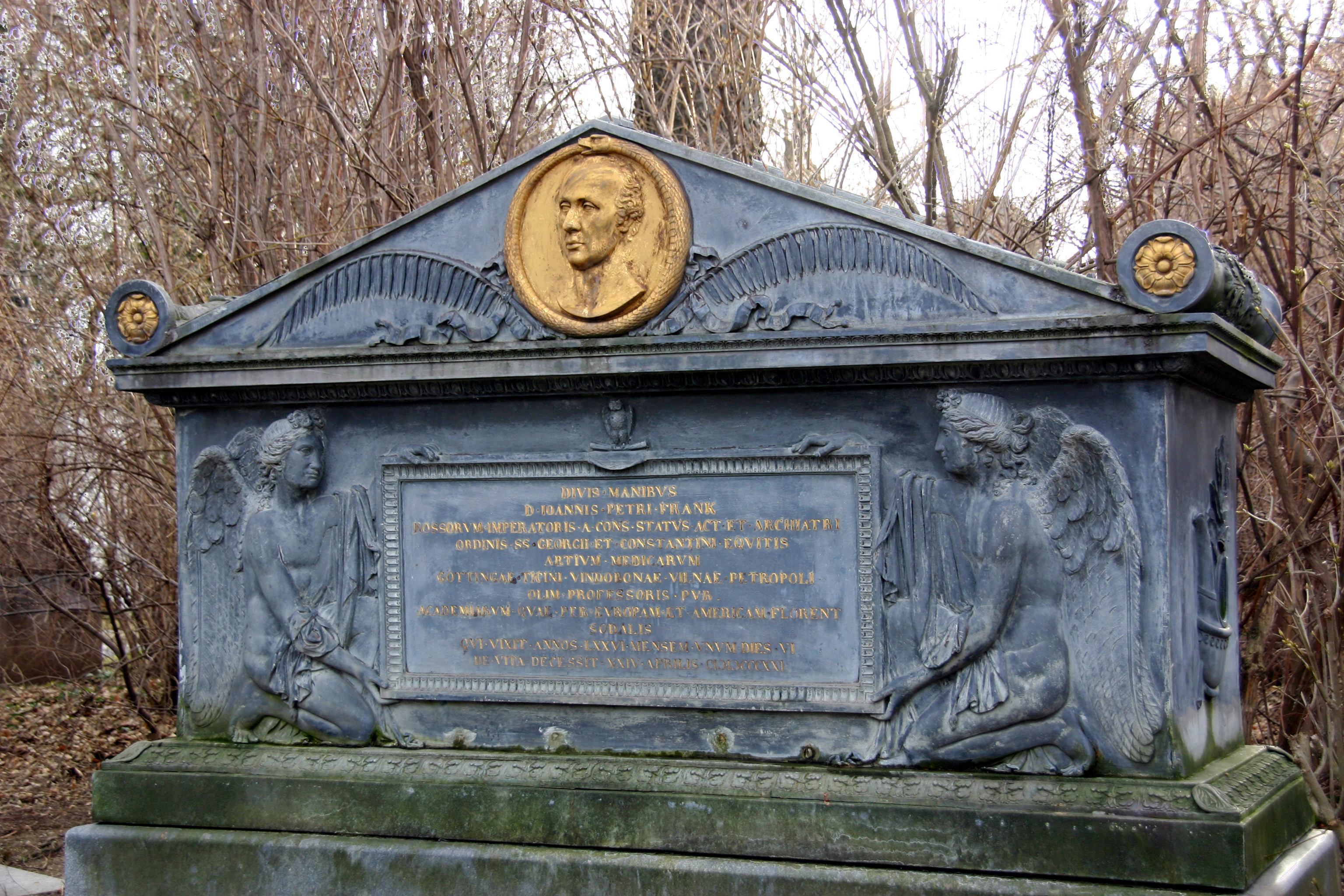
Ehrengrab na Vídeňském ústředním hřbitově

Frank zemřel v roce 1821 ve Vídni, kde má čestný náhrobek na ústředním hřbitově (skupina 32 A, číslo 3).

## Význam jeho práce
Dr. Johann Peter Frank je pokládaný za průkopníka sociálního lékařství a veřejné zdravotnické služby a za jeho odbornou činnost na univerzitách. Jeho stěžejním dílem je šestisvazková publikace „Systém komplexního zdravotního zabezpečení“. Prosazoval lepší výchovu lékařů, sester a porodních asistentek, zlepšení financování zdravotnictví a pro vídeňské chirurgy byl nepohodlným vrstevníkem.
Bojoval za zlepšení zdravotnictví, ve veřejných budovách za více světla do nemocničních pokojů, více zeleně ve městech, propagoval zavádět do škol tělovýchovu a tělocvik. Nebál se být činný ani před panovníky, prosazoval a uskutečňoval své cíle. Německý přírodovědec Alexander von Humboldt (1769–1859) o něm řekl: „Přiznám se, že jen málo takových mužů na mne zapůsobilo.“

## Dílo
- Systém komplexního zdravotního zabezpečení, 1779–1819
- Spisek praktického obsahu, 1779

## Uznání
Oceněním jeho zásluh je "Frank - van Swieten Lectures", Technické univerzity Braunschweig (Dolní Sasko), Univerzity v Amsterodamu (Nizozemsko), Univerzity Rumprecht-Karlovy univerzity Heidelberg, Soukromé univerzity zdravotnictví, lékařské informatiky a techniky v Hall in Tirol u Innsbrucku a Vysoké odborné školy Heilbronn (Bádensko-Württembersko) společně s mezinárodní organizací týkající se vedení nemocnic po něm pojmenovaných.

## Medaile Johanna-Petera-Franka
Frankova medaile je nejvyšším vyznamenáním spolkového svazu lékařů ve veřejné zdravotní službě. Je propůjčována od roku 1972 každoročně na spolkovém kongresu za zvláštní zásluhy, týkající se veřejného zdravotnictví ve Spolkové republice Německo.